# Oarces ornatus
Oarces ornatus là một loài nhện trong họ Mimetidae.
Loài này thuộc chi Oarces. Oarces ornatus được Cândido Firmino de Mello-Leitão miêu tả năm 1935.